# Pinguicula corsica
Espèce
Classification phylogénétique
Synonymes
- Pinguicula leptoceras subsp. corsica (Bernard & Gren.) Nyman, 1881
- Pinguicula vulgaris subsp. corsica (Bernard & Gren.) Arcang., 1882

Statut de conservation UICN

 LC  : Préoccupation mineure
Pinguicula corsica, la Grassette de Corse, est une espèce de plantes à fleurs de la famille des Lentibulariaceae. C'est une plante carnivore vivace originaire de Corse. Ses feuilles ovales vert tendre ou jaunâtres, collantes (couvertes de glandes mucilagineuses retenant les insectes) atteignent 5 à 10 cm et s'épanouissent en rosettes de la fin du printemps à l'automne. La floraison survient de juin à septembre : la hampe florale pubescente-glanduleuse ou glabre porte une fleur à corolle assez petite (10-12 mm) et éperon court (4-5 mm), de coloration variable : jaunâtre, rosée, parfois violette.

## Localisation
Cette espèce est strictement endémique de Corse où elle se rencontre communément dans des zones humides ensoleillées (berges des torrents, sources, pozzines) entre 1 100 et 2 000 mètres d'altitude (étage montagnard à alpin).

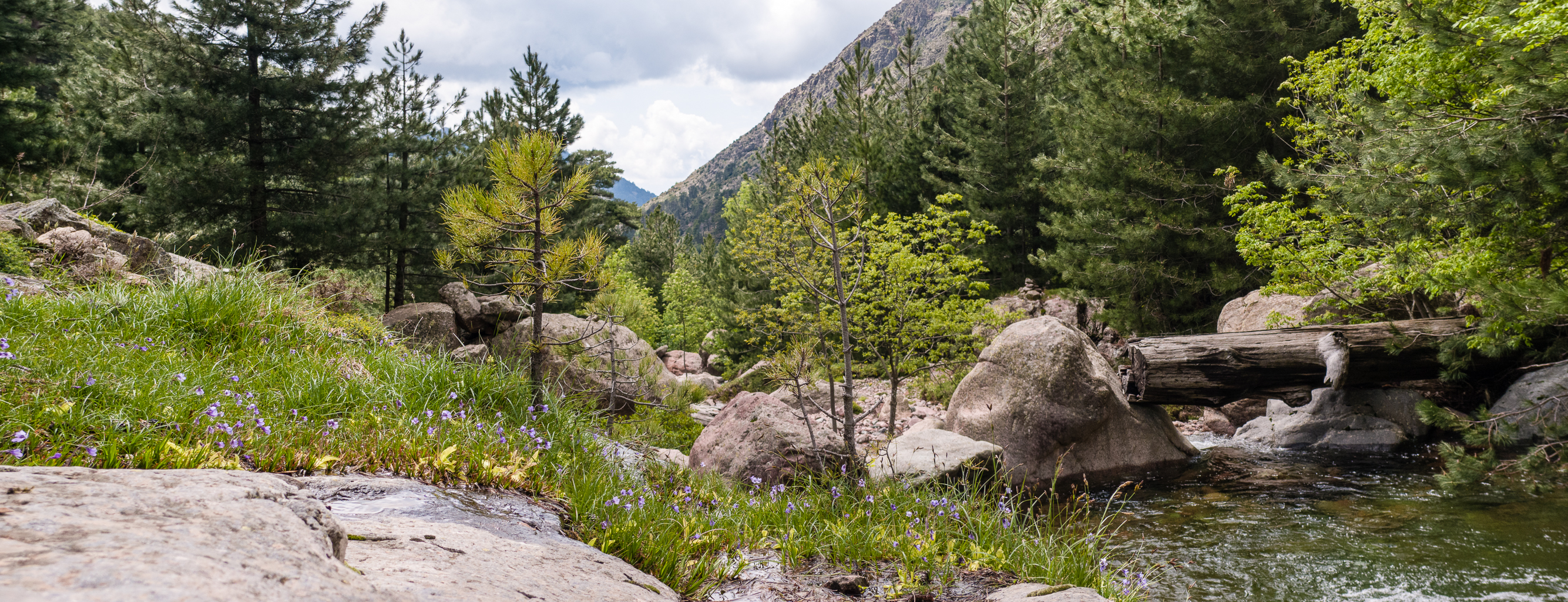
Population de Pinguicula corsica en fleurs au bord d'un torrent, à Évisa (Corse-du-Sud), en mai 2013.